# Ocymyrmex afradu
Ocymyrmex afradu är en myrart som beskrevs av Bolton och Marsh 1989. Ocymyrmex afradu ingår i släktet Ocymyrmex och familjen myror. Inga underarter finns listade i Catalogue of Life.